# Quissamã
Quissamã är en kommun i Brasilien.   Den ligger i delstaten Rio de Janeiro, i den sydöstra delen av landet, 1 000 km sydost om huvudstaden Brasília. Antalet invånare är 20 244. Quissamã ligger vid sjön Lagoa Feia.
Omgivningarna runt Quissamã är en mosaik av jordbruksmark och naturlig växtlighet. Runt Quissamã är det ganska glesbefolkat, med 24 invånare per kvadratkilometer.